# علاء البطاينة
علاء عارف سعد البطاينة (1969-) سياسي ورجل أعمال أردني من مواليد مدينة عمّان في الأردن. يشغل منذ سبتمبر 2024 منصب مدير مكتب الملك عبد الله الثاني، شغل سابقًا منصب وزير الطاقة والثروة المعدنية ووزير النقل في حكومة عبدالله النسور الأولى كما تولى أيضا منصب وزير الطاقة والثروة المعدنية سنة (2012)، وزير النقل سنة (2009-2012) وسنة (2007-2009)، وزير الاشغال العامة والإسكان (2009) ومدير الجمارك الأردنية (2005-2007) وأمين عام وزارة النقل (2000-2005) وهو حاصل على وسام الاستقلال من الدرجة الأولى ووسام الصليب الاعظم لاورانج من مملكة هولندا.

## التعليم
حصل على شهادة البكالوريوس في الهندسة الكهربائية في عام 1991 ودرجة الماجستير في نظم المعلومات الإدارية في عام 1993، وكلاهما كانت من جامعة جورج واشنطن.

## الحياة الشخصية
والده عارف البطاينة، كان عضوًا سابقًا في البرلمان الأردني ووزير صحة أسبق، تزوج علاء البطاينة من الأميرة رحمة، الابنة البكر للأمير الحسن بن طلال، في يوليو عام 1997. ولديهما ابنان.